# 黑白花狨
黑白花狨（Saguinus bicolor），又名黑白狨、两色柽柳猴、雙色獠狨或斑臉獠狨，是一種瀕危的靈長目，分佈在巴西亞馬遜雨林。牠們主要分佈在Cuieiras河及Preto da Eva河之間，在毗連的Preto da Eva河及烏魯布河之間也有，但數量相對較少。牠們與赤掌檉柳猴之間似乎存在種間競爭，赤掌檉柳猴逐步取代黑白花狨的分佈地。加上失去棲息地，令黑白花狨的生存受到威脅。
黑白花狨以小群居住，一群約有2-15個成員。在亞朵夫杜克森林保護區內平均每群約有4.8隻黑白花狨，而在其他地區則約有6.19隻。群族內只有至上的雌狨會繁殖，而其他雌狨的繁殖則受到壓制。妊娠期約140-170日，母親一般每胎會產下兩隻幼狨。幼狨主要由父親照顧，群族其他成員也會協助，只有在哺乳時才會到母親身邊。
黑白花狨是雜食性的，會吃果實、花朵、花蜜、昆蟲、蜘蛛、細小的脊椎動物及鳥蛋。
黑白花狨長約20.8-28.3厘米，尾巴長33.5-42厘米。雄狨重428克。牠們約有10年的壽命。
黑白花狨的天敵是貓科、猛禽及蛇。在城市，牠們則會受到家貓、野貓或野狗的掠食。由於失去棲息地，牠們面臨威脅。不過，牠們現正生存在一些保育區內。
种名 bicolor 意为“二色的”。